# Gliese 493.1
Gliese 493.1 is een rode dwerg met een spectraalklasse van M4.5Ve. De ster bevindt zich 27,87 lichtjaar van de zon.